# Reason Party
Reason Party, bis Anfang 2018 Australian Sex Party (ASP, dt. Australische Sex-Partei) war eine australische Partei.
Sie wurde 2009 als Antwort auf den angeblichen zunehmenden Einfluss von religiösen Gruppen in der Politik gegründet. Die Partei wurde mit Unterstützung der Eros Association, einer Lobby-Organisation der Sexindustrie, gegründet. Parteivorsitzende ist Fiona Patten, gleichzeitig Geschäftsführerin der Eros Association. Patten beschreibt die Reason Party als Partei der Freiheitsrechte. 2014 und 2018 wurde Patten ins Oberhaus des Parlaments von Victoria gewählt.

## Wahlen

### Australian Sex Party

#### Nachwahlen 2009
Die Partei trat erstmals im November 2009 bei den Nachwahlen zum Repräsentantenhaus in Higgins und Bradfield an. In beiden Wahlkreisen kam sie jeweils auf über drei Prozent der Erstpräferenzen.

#### Parlamentswahlen 2010
Zu den Parlamentswahlen 2010 trat die Partei in 6 der 150 Wahlkreise der Repräsentantenhauswahl und in allen Bundesstaaten (außer Tasmanien) sowie im Northern Territory an. Bei den Senatswahlen entfielen 250.000 Erstpräferenzen auf die ASP, entsprechend 2,04 % der Wählerstimmen. Sie wurde fünftstärkste Partei. Dabei scheiterte sie in Victoria knapp an einem Senatssitz. Nach der Wahl erklärte die Parteivorsitzende, die Sex-Partei sei „nun die größte der kleinen Parteien“:
We’ve polled better than the Greens did in their first federal election and believe that our vision of Australia as the most socially progressive country in the world is equal to the Greens environmental messages of 20 years ago.
Während die Sexpartei keinen Sitz gewann, konnten die Grünen durch ihre Zweitpräferenzen erstmals in allen Bundesstaaten einen Senatssitz erringen.

#### Parlamentswahlen 2013
Bei der Parlamentswahl 2013 stellte die Sex-Partei für die Senatswahl Kandidaten in allen Bundesstaaten und für die Repräsentantenhauswahl Kandidaten in 36 Wahlkreisen.

#### Wahlen in Victoria
Bei den Wahlen zum Oberhaus des Parlaments von Victoria am 27. November 2010 erreichte die Partei 1,9 % der Stimmen. Bei Nachwahlen 2011 in Broadmeadows und Niddrie entfielen 5 bzw. 8 % der Stimmen auf die ASP, in Melbourne 2012 6,6 %. Bei den Nachwahlen in Lyndhurst erreichte die Partei 8,4 %. Bei den Parlamentswahlen am 29. November 2014 erreichte die Partei 2,63 % und gewann damit ihren ersten Sitz im Oberhaus.

#### Parlamentswahlen 2016
Bei der Parlamentswahl 2016 trat die Sex-Partei in mehreren Staaten zusammen mit der Help End Marijuana Prohibition (HEMP) Party an.

### Reason Party

#### Wahlen in Victoria
Bei der Wahl am 24. November 2018 erreichte die Partei im Unterhaus 0,36 % der Stimmen und im Oberhaus mit 1,37 % der Stimmen. Der Sitz im Oberhaus konnte erfolgreich verteidigt werden.

## Programmatik
Von politischen Beobachtern wurde die Reason Party als libertär eingeschätzt. Sie setzt sich gegen Internet-Zensur ein und unterstützt stattdessen ein nationales Klassifikationssystem für Internetinhalte. Die Reason Party spricht sich für die Legalisierung der Abtreibung aus, für die Rechte von Homosexuellen, passive Sterbehilfe und die Legalisierung von Cannabis und anderer Drogen.

## Kritik
Die enge Beziehung der Partei zur Sexindustrie wird in den Medien kritisch gesehen, insbesondere die enge Verbindung mit der Eros Association. Zum Teil ist die Programmatik der Reason Party direkt auf die Interessen der Sexindustrie ausgerichtet. Zum Beispiel spricht sich die Reason Party für die Legalisierung von Spice aus, welches hauptsächlich in Sexshops verkauft wird.